# Liste des édifices religieux de Caen
 (octobre 2022).
Si vous disposez d'ouvrages ou d'articles de référence ou si vous connaissez des sites web de qualité traitant du thème abordé ici, merci de compléter l'article en donnant les références utiles à sa vérifiabilité et en les liant à la section « Notes et références ».
Cet article présente la liste des édifices religieux situés dans le territoire de la ville de Caen.
Note : cette liste n'est pas exhaustive.

## Catholique
- Abbatiale Saint-Étienne de l'Abbaye-aux-Hommes, place Monseigneur des Hameaux.
- Église abbatiale de la Sainte-Trinité de l'Abbaye aux Dames, avenue Reine Mathilde.
- Église Notre-Dame-de-la-Gloriette, place du Parvis Notre-Dame.
- Église Notre-Dame-de-la-Grâce-de-Dieu, rue Albert Einstein.
- Église du Sacré-Cœur, rue Jean Gutenberg de la Guérinière.
- Église Sainte-Claire, place de Würzburg à la Folie-Couvrechef.
- Église Sainte-Thérèse, avenue Sainte-Thérèse de Sainte-Thérèse.
- Église Saint-André, avenue Professeur Horatio Smith.
- Église Saint-Bernard, place Champlain de la Pierre-Heuzé.
- Église Saint-Étienne-le-Vieux, place Saint-Étienne le Vieux.
- Église Saint-Georges au château de Caen.
- Église Saint-Gerbold, rue Saint-Gerbold de Venoix.
- Église Saint-Jean, rue Saint-Jean.
- Église Saint-Jean-Eudes, rue de la Tortue de Saint-Jean-Eudes.
- Église Saint-Joseph, rue Pierre Corneille du Chemin-Vert.
- Église Saint-Julien, rue Malfilatre.
- Église Saint-Michel-de-Vaucelles, rue de Branville de Vaucelles.
- Église Saint-Nicolas, rue Saint-Nicolas.
- Église Saint-Ouen, rue Saint-Ouen.
- Église Saint-Paul, place Saint-Paul.
- Église Saint-Pierre, place Saint-Pierre.
- Église Saint-Sauveur, place Pierre Bouchard.
- Église du Saint-Sépulcre, place Saint-Sépulcre.
- Église du Vieux-Saint-Sauveur, rue Saint-Sauveur.

## Chapelles
- Chapelle du Bon-Sauveur, allées du Père Jamet.
- Chapelle du couvent des Carmes, rue du Clos Beaumois.
- Chapelle du couvent des Sœurs de Notre-Dame-de-Charité, rue de Falaise à la Guérinière.
- Chapelle de la fondation des petites Sœurs des pauvres, rue Porte Millet.
- Chapelle de la Paix du couvent des Récollet, rue d'Auge (foyer de la Pouponnière).
- Chapelle du monastère des Visitandines, rue de l'Abbatiale.
- Chapelle du Couvent des Bénédictines, rue de Malon à Couvrechef.
- Chapelle de l'ancien couvent de la Miséricorde, rue aux Namps.
- Chapelle Sainte-Paix, rue du Marais.
- Chapelle Saint-Joseph, rue des Rosiers (école Saint-Joseph).
- Chapelle Saint-Paul, rue Nicolas Oresme (institution Saint-Paul anciennement petit séminaire de Caen).
- Chapelle Saint-Pie-X, Degrés du Sépulcre.
- Chapelle Saint-Vincent-de-Paul du couvent des Sœurs de Saint-Vincent-de-Paul, rue de Bayeux.
- Chapelle du centre hospitalier régional Clemenceau, avenue Georges Clemenceau.
- Chapelle de la Sainte-Famille, rue du Général Giraud.

## Protestant/Évangélique
- Temple réformé, rue Melingue
- Église évangélique, rue de Vaugueux.
- Église évangélique baptiste, rue de Brocéliande.
- Église évangélique baptiste, rue Jean Mermoz.
- Église évangélique adventiste, rue de Québec

## Israélite
- Synagogue, avenue de la Libération.

## Église millénariste
- Église de Jésus-Christ des saints des derniers jours, rue de la Délivrande